# Baihua
Baihua (chiń. trad. 白話, chiń. upr. 白话, pinyin: báihuà) – chińskie określenie języka mówionego i wzorowanego na nim języka pisanego (白話文 báihuàwén), używane dawniej szczególnie w przeciwstawieniu do języka klasycznego, określanego jako wenyanwen. Termin baihua znaczy dosłownie „biała mowa”, gdzie „biały” ma znaczenie „łatwy do zrozumienia”. W baihua będącej protoplastą współczesnego literackiego języka chińskiego od czasów dynastii Ming była pisana literatura popularna, przede wszystkim powieści (w tradycji chińskiej fikcja literacka nie była zaliczana do literatury wysokiej). Jednocześnie aż do początku XX wieku wszelkie pisma urzędowe i tradycyjnie poważane gatunki literackie tworzone były w języku klasycznym.
Obecnie, szczególnie w Guangdongu, terminu baihua (kant. jyutping: baak6 waa2) używa się w odniesieniu do języka kantońskiego, dla odróżnienia od putonghua – współczesnego języka literackiego.